# Cayo (okrug)
Cayo je jedan od šest okruga u Belizeu.

## Zemljopis
Okrug se nalazi na zapadu zemlje na granici s Gvatemalom, prostire se na 5.338 km², te je najveći belizejski okrug. Glavni grad države, Belmopan, nalazi se u sjeveroistočnome dijelu okruga, dok je središte okruga u gradu San Ignaciju. Najvažnije rijeke u okrugu su Macal i Mopán. Postoje dvije glavne ceste u jedna koja ide od Belize Cityja do gvatemalske granice, te druga koja počinje u Belmopanu i završava na spoju s cestom u južnom dijelu okruga Stann Creek.

## Demografija
| rimokatolici  | 24.229 | 34,9% |
| nereligiozni  | 13.660 | 19,7% |
| pentekostalci | 10.838 | 15,6% |
| adventisti    | 3.011  | 4.3%  |
| menoníti      | 2.812  | 4,1%  |
| nazareni      | 2.605  | 3,8%  |
| baptisti      | 1.843  | 2,7%  |
| anglikanci    | 1.498  | 2,2%  |
| ostali        | 8.747  | 12,6% |

Prema popisu stanovništva iz 2010. godine u okrugu živi 73.202 stanovnika, od toga su 36.803 muškarci i 36.399 žena. Ukupan broj kućanstava je 15.497, a prosječna veličina domaćinstva je 4,7 osoba po domaćinstvu. Prema popisu stanovništva iz 2000. godine okrug je imao 53.715 stanovnika.
Stanovnici okruga prvenstveno se bave poljoprivredom i to proizvodnjom agruma, (naranče, grejp, mandarine), kao i banana.

## Vanjske poveznice
- Karta okruga  Arhivirana inačica izvorne stranice od 1. veljače 2020. (Wayback Machine)
- GoToCayoBelize.com  Arhivirana inačica izvorne stranice od 7. rujna 2019. (Wayback Machine)